# IDeaS
iDeaS è un emulatore delle console Nintendo DS e GBA (a partire dalla versione 1.0.3.0) per Microsoft Windows e Linux (tramite GTK+); vantando di un'ottima stabilità, supporta una buona parte dei giochi commerciali.
iDeaS emula quasi perfettamente entrambi gli schermi del Nintendo DS, la tastiera si usa per i comandi standard ed il "touch screen" usa il mouse al posto del pennino, inoltre il "touch screen" può essere configurato per definire l'area in cui il mouse può interagire con l'emulatore. Ad oggi il progetto è da considerarsi abbandonato.

## Caratteristiche
Si appoggia su un sistema a plugin che gestisce l'audio, il sistema di connessione Wifi (ancora instabile) e il supporto del microfono (a partire dalla versione 1.0.3.0) e alle librerie OpenGL che gestiscono la grafica.
I requisiti hardware sono notevoli, soprattutto riguardanti la VGA o la CPU; tuttavia al momento non è presente il supporto al Multicore, pertanto nonostante si abbia un dual/quad core, l'emulatore continuerà a sfruttarne solo uno.
Per mantenere l'emulazione fluida anche nel caso in cui le disponibilità hardware non siano adeguate, l'utente ha a disposizione delle opzioni per saltare un certo numero di fotogrammi al secondo (FPS), o per aumentare i cicli di calcolo della CPU durante l'emulazione.

## Grafica
La disponibilità degli effetti 3D dipende dalla presenza o meno di alcune estensioni OpenGL; tra le caratteristiche supportate vi sono:
- Zoom fino a 2.0x
- Rotazione delle finestre
- Multisample Antialiasing fino a 4x
- Fonti di Luce multiple
- Texture mapping
- Trasparenze
- Effetti 3D volumetrici (nebbia, fumo…)
- "Shaders"

La maggior parte di queste caratteristiche sono attivabili/disattivabili dall'utente, ad esempio per migliorare la grafica o le prestazioni.

## Audio
Il plugin audio distribuito con l'emulatore (attualmente alla versione 1.0.1.6) può essere modificato a discrezione dell'utente secondo alcuni aspetti.
Tra le opzioni selezionabili vi sono:
- "Sincronyze": sincronizza il suono alla grafica (consigliato per computer veloci)
- "No sincronyze": qualità bassa.
- "Resampling": scelta specifica per i computer lenti, l'audio in alcuni casi può risultare sfasato.

Inoltre vi è la possibilità di cambiare la frequenza della traccia audio da 22500 Hz a 44100 Hz e la possibilità di regolare i canali audio emulati.

## Emulazione
Come caratteristiche generali:
- L'emulatore ha la possibilità di salvare gli stati di gioco, che si possono usare come un'alternativa ai veri e propri salvataggi del gioco(in caso di problemi e/o incompatibilità);
- Supporto a diversi formati di salvataggio" (utile per la compatibilità nel caso in cui non si usino i savestates);
- Supporto a cheats (appositi trucchi di gioco) CodeBreaker o GameShark;
- "Debugger" (utile per risolvere alcuni bug/crash etc…);
- Supporto al DSpad.

Una documentazione completa delle caratteristiche può essere trovata nel sito ufficiale.